# 扬·鲁祖塔克

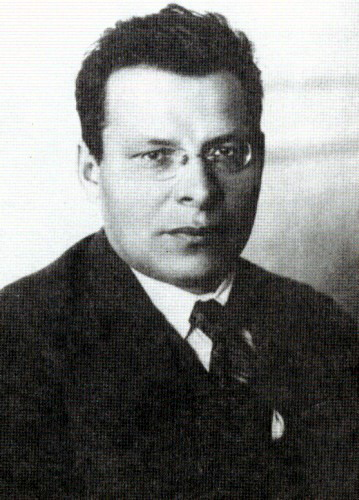
扬·埃·鲁祖塔克

扬·埃内斯托维奇·鲁祖塔克（俄语：Ян Эрнестович Рудзутак，1887年8月3日—1938年7月29日）是一位拉脱维亚裔布尔什维克、革命家、苏联政治家。鲁祖塔克出生于俄罗斯帝国库尔兰省库尔迪加一个农场工人家庭，在教会学校学习两年。最初为猪饲养员。1913年，他开始在里加工作。1924年至30年为铁道部人民委员。1931年至1934年任苏联共产党中央监察委员会主席。在苏联大清洗期间遭到逮捕，并被指控为托派、纳粹德国间谍，1938年被处决。